# Jürgen Glas
Jürgen Glas (* 1956) ist ein deutscher Schwimmer, der für die DDR startend bei den Schwimmweltmeisterschaften 1973 eine Silbermedaille in der 4 × 100-m-Lagenstaffel gewann, gemeinsam mit Roland Matthes, Hartmut Flöckner und Roger Pyttel; Glas startete bei dieser Veranstaltung auch über 100 m Brust und 200 m Brust, wobei er jeweils den 7. Platz erlangte.
Jürgen Glas war 1973 DDR-Meister über 100 m Brust und in den Jahren 1974 und 1975 Vizemeister über diese Distanz. Über 200 m Brust war Glas 1973 und 1975 DDR-Meister, ebenfalls im Jahr 1973 wurde Glas DDR-Meister über 4 × 100 m Lagen. 1973 wurde Glas 3. bei den DDR-Hallenmeisterschaften über 200 m Brust und gewann in den Jahren 1974 und 1975 jeweils die DDR-Hallenmeisterschaften über 100 m Brust und über 200 m Brust.
Sein Verein zu aktiven Zeiten war der SC Dynamo Berlin. Zur Jahrtausendwende war Glas noch immer im Mastersschwimmen aktiv.
Die Wahl seines Schwimmstiles charakterisierte Jürgen Glas im Jahr 1972 mittels Berliner Dialekts so: „Brustschwimmen war ja det einzige, wat ick konnte, und da bin ick dabeijeblieben.“
Zuletzt 2023 wurde Jürgen Glas „Fachwart für Finanzen“ des gemeinnützigen Berliner Schwimmvereins AQUA Berlin e.V.